# Apotolamprus hanskii
Apotolamprus hanskii är en skalbaggsart som beskrevs av Olivier Montreuil 2005. Apotolamprus hanskii ingår i släktet Apotolamprus och familjen bladhorningar. Inga underarter finns listade i Catalogue of Life.